# Kontextualism
Kontextualism beskriver en samling uppfattningar inom filosofi som betonar det sammanhang i vilket en handling, yttrande eller ett uttryck förekommer och hävdar att i vissa viktiga avseenden kan yttranden eller uttryck bara förstås i förhållande till detta sammanhang. Kontextualistiska uppfattningar menar att filosofiskt kontroversiella begrepp, såsom "betyder P", "att veta att P", "att ha en anledning till A", och kanske till och med att "vara sanningsenlig" eller att "ha rätt" bara har mening i förhållande till ett givet sammanhang . Vissa filosofer påstår att detta sammanhangsberoende kan leda till relativism. 
Inom etik är "kontextualistiska" åsikter ofta nära förknippade med situationsetik och moralisk relativism.  
Inom arkitekturteori är kontextualism en designteori där moderna (ej att förväxlas med modernistiska) byggnadstyper är harmoniserade med storstadsmässiga mönster som vanligtvis går att identifiera i en traditionell stad.

## Epistemologi
I epistemologi är kontextualism behandlingen av ordet "vet" som sammanhangsberoende. Sammanhangsberoende uttryck är sådana som "uttrycker olika propositioner i förhållande till olika sammanhang av användning". Till exempel anses vissa villkor som relativt okontroversiellt uppfattas som sammanhangsberoende vara indexikala, såsom "jag", "här" och "nu", medan ordet "jag" har en konstant språklig betydelse i alla sammanhang för användning, som det hänvisar till med hänsyn till sammanhanget. På samma sätt hävdar epistemologiska kontextualister att ordet "vet" är sammanhangsberoende och uttrycker olika relationer i olika sammanhang.
Kontextualism infördes, delvis, i syfte att undergräva skeptiska argument som har denna grundläggande struktur:
1. Jag vet inte att jag inte är i ett skeptiskt scenario H (t.ex. "jag är inte en hjärna i ett kar")
2. Om jag inte vet att H är inte fallet, då vet jag inte en vanlig proposition O (t.ex. har jag händer)
3. Slutsats: Därför vet jag inte O